# Ördögvágás
Ördögvágás (1899-ig Ördög-Porúba, szlovákul: Porúbka) község Szlovákiában, a Kassai kerület Szobránci járásában.

## Fekvése
Szobránctól 6 km-re keletre, a Szobránc-patak és az ukrán határ között található. Külterülete egészen az államhatárig nyúlik.

## Története
1451-ben „Porupka” néven említik először, a homonnai uradalomhoz tartozott. A 17. századtól a Csáky, majd az Andrássy család birtoka volt. Lakói mezőgazdasággal és állattartással foglalkoztak.
A 18. század végén, 1799-ben Vályi András így ír róla: „PORUBA. Német Poruba, és Ördög Poruba. Két tót faluk Ungvár Vármegyében, földes Uraik külömbféle Uraságok, lakosaik katolikusok, ’s másfélék is, fekszenek Tibének szomszédságában, mellynek filiáji, határbéli földgyeik közép termékenységűek, vagyonnyaik is meglehetősek, második osztálybéliek.”
Fényes Elek 1851-ben kiadott geográfiai szótárában így ír a faluról: „Porubka (Ördög), orosz falu, Ungh vmegyében, ut. p. Szobránczhoz dél-keletre 1 1/2 mfdnyire: 42 romai, 148 g. kath., 20 zsidó lak. Hegyes, erdős határ. F. u. gr. Sztáray, Viczmándy s m.”
A trianoni diktátumig Ung vármegye Szobránci járásához tartozott, majd az újonnan létrehozott csehszlovák államhoz csatolták. 1938 és 1945 között ismét Magyarország része.

## Népessége
| Év:            | 1994. | 2004.   | 2014.   | 2024.   |
| -------------- | ----- | ------- | ------- | ------- |
| Emberek száma: | 473   | 460     | 420     | 400     |
| Eltérés:       |       | -2,74 % | -8,69 % | -4,76 % |

| Év:            | 2023. | 2024.   |
| -------------- | ----- | ------- |
| Emberek száma: | 409   | 400     |
| Eltérés:       |       | -2,20 % |

1910-ben 571, többségben ruszin anyanyelvű lakosa volt, jelentős német kisebbséggel.
2001-ben 474 lakosa volt.
2011-ben 436 lakosából 430 szlovák volt.

## Nevezetességei
- Temploma a 19. század elején épült barokk-klasszicista stílusban.